# Alessandro Sbaffo
Alessandro Sbaffo (Loreto, 27 agosto 1990) è un calciatore italiano, centrocampista della Sambenedettese.

## Biografia
È nipote di Gastone Ballarini, portiere attivo negli anni sessanta che ha militato in Serie A con il Foggia.
È stato soprannominato "Il Re Leone", in riferimento all'omonimo film d'animazione del 1994, per via della folta capigliatura che lo ha contraddistinto in diverse fasi della sua carriera.

## Caratteristiche tecniche
Centrocampista offensivo destrorso, può giocare come trequartista, come mezzala e come esterno di centrocampo. All'occorrenza, è stato impiegato anche come esterno d'attacco e come centravanti.

## Carriera

### Club

#### Inizi
Entra nel settore giovanile del Chievo a 17 anni, compiendo tutta la trafila fino all'esordio in prima squadra, avvenuto il 28 marzo 2010 nella partita Chievo-Parma (0-0). Nella stagione 2009-2010 colleziona in tutto 2 presenze nella massima serie.

#### Prestiti e squalifica per calcioscommesse
Nell'estate 2010 viene ceduto in prestito al Piacenza, nell'ambito del trasferimento di Davide Moscardelli ai clivensi. Debutta con i biancorossi il 14 agosto nel secondo turno di Coppa Italia, vinto per 5-3 contro la Virtus Lanciano. Con gli emiliani, impegnati nel campionato di Serie B, totalizza una presenza in Coppa Italia e 14 apparizioni in campionato, spesso utilizzato come rincalzo da Armando Madonna. A fine stagione la squadra retrocede in Lega Pro Prima Divisione e Sbaffo rientra al ChievoVerona, che lo cede in prestito all'Ascoli.
Fa il suo debutto con i marchigiani il 14 agosto nella partita valida per il secondo turno di Coppa Italia vinta per 3-1 contro il Taranto, nella quale segna anche il suo primo gol tra i professionisti. Complessivamente con i bianconeri mette a segno un gol in 2 presenze in Coppa Italia, e 3 gol in 32 presenze in Serie B. Nel frattempo viene coinvolto nell'inchiesta sulle vicende legate al calcioscommesse, per il tentativo di combine della partita Livorno-Piacenza del campionato precedente: per questo motivo nell'estate 2012 patteggia sedici mesi di squalifica. Dopo aver saltato l'intera stagione 2012-2013 a causa della squalifica, nell'estate 2013 il ChievoVerona lo cede nuovamente in prestito, questa volta alla Reggina, squadra di Serie B. Esordisce con gli amaranto il 25 ottobre nella partita persa 3-2 contro il Pescara, che segna anche il suo ritorno in campo dopo i 16 mesi di squalifica. Il 7 dicembre 2013 segna il suo primo gol in maglia amaranto, in una partita persa per 2-1 sul campo del Brescia. Ritornato al Chievo per fine prestito la stagione successiva viene ceduto in prestito al Latina, sempre in Serie B. Fa il suo debutto con i nerazzurri pontini il 6 settembre 2014 nella vittoria per 1-0 contro il Crotone.

#### Avellino, Como e la discesa in Lega Pro
La sua esperienza a Latina si conclude l'ultimo giorno della sessione invernale di calciomercato, dopo 12 presenze in campionato, quando il Chievo e l'Avellino trovano l'accordo per portare Sbaffo in Irpinia con la formula di un prestito con diritto di riscatto a favore della società allenata da Massimo Rastelli. Fa il suo esordio con i biancoverdi il 14 febbraio 2015 nella vittoriosa partita contro il Frosinone. Segna la sua prima rete con la nuova maglia il 9 maggio nel pareggio per 1-1 contro il Bologna. Chiude la stagione con 14 presenze e due reti in campionato e 2 presenze nei play-off nei quali l'Avellino viene eliminato in semifinale contro il Bologna. Terminato il prestito fa ritorno al Chievo, che lo gira, nuovamente in prestito, al Como. Fa il suo debutto con i lombardi il 6 settembre nella sconfitta per 2-0 in casa del Perugia. Segna la sua prima rete al turno successivo, contro il Livorno.
Il 4 gennaio 2016, dopo 2 reti in 15 presenze, termina anticipatamente il prestito al Como e ritorna, sei mesi dopo averlo lasciato, all'Avellino, che lo acquisisce dal Chievo a titolo definitivo. Con i campani disputa 11 partite di campionato senza segnare alcuna rete. Il 31 agosto dello stesso anno passa alla Reggiana con la formula del prestito con obbligo di riscatto. Fa il suo debutto con gli emiliani il 4 ottobre successivo nel pareggio 0-0 contro il Santarcangelo. Segna la sua prima rete con i granata il 22 ottobre siglando la rete decisiva nella vittoria per 1-0 sulla Maceratese. Conclude la stagione con 19 presenze e 2 reti in campionato e 4 nei play-off in cui la Reggiana viene eliminata in semifinale. Terminato il prestito fa rientro all'Avellino, che lo cede a titolo definitivo all'AlbinoLeffe. Fa il suo debutto con i bergamaschi il 30 luglio 2017 nella vittoria per 3-1 in casa della Giana Erminio valida per il primo turno di coppa Italia. Segna la sua prima rete con i seriani il 24 settembre nella vittoria casalinga per 2-1 contro il Gubbio. Termina l'annata totalizzando 26 presenze e 4 reti in campionato, 2 presenze in coppa Italia, una in Coppa Italia serie C e 2 nei play-off nei quali l'AlbinoLeffe è eliminato al secondo turno. Rimane con i bergamaschi anche per la stagione 2018-2019, nella quale colleziona 5 reti in 31 presenze in campionato, oltre a 1 presenza in Coppa Italia e 2 in Coppa Italia serie C.
Il 4 luglio 2019, il Gubbio annuncia l'arrivo ai rossoblù di Sbaffo. Debutta con gli umbri il 4 agosto successivo nella partita vinta per 6-0 contro il Fano, valida per la fase a gironi di coppa Italia Serie C, nella quale mette a segno una rete. Il 31 gennaio 2020, nell'ultimo giorno di mercato, si trasferisce all'Arzignano Valchiampo dopo aver totalizzato con il Gubbio 5 reti in 20 presenze in campionato e una rete in 2 presenze in coppa Italia Serie C.
Fa il suo debutto con i vicentini il 2 febbraio successivo nella partita persa 5-0 sul campo del Südtirol. Al termine della stagione, culminata con la retrocessione dell'Arzignano in Serie D, dopo la sconfitta nei play-out contro l'Imolese, totalizza 3 presenze in campionato. Ritornato a Gubbio, il 5 settembre 2020 rescinde in maniera consensuale il proprio contratto, rimanendo svincolato.

#### Recanatese e Sambenedettese
Tre dopo la rescissione con il Gubbio viene ufficializzato il trasferimento di Sbaffo alla Recanatese, squadra militante in Serie D, con cui disputa la sua prima partita il 27 settembre 2020, in occasione dell'incontro casalingo contro la Cynthialbalonga terminato 1-0 per i marchigiani. La settimana successiva mette a segno la prima rete con i marchigiani nella partita pareggiata 2-2 sul campo del Tolentino. Termina la stagione con 9 reti in 21 presenze in campionato. Rimasto alla Recanatese, il 12 settembre 2021, nella partita valida per il primo turno di Coppa Italia Serie D vinta per 4-1 contro il Castelfidardo, veste per la prima volta la fascia di capitano della formazione marchigiana, fascia che veste poi con continuità nelle gare successive. Il 3 ottobre successivo, nella partita vinta per 2-0 contro il Montegiorgio mette a segno la prima doppietta della sua carriera. Il 20 febbraio 2022, nella vittoria casalinga per 6-0 contro l'Aurora Alto Casertano, sigla la sua prima tripletta in carriera.
A fine stagione la Recanatese conquista sia il proprio girone di Serie D, con conseguente promozione in Serie C ottenuta con tre giornate d'anticipo, sia la Poule Scudetto, mentre Sbaffo si laurea capocannoniere del girone con 23 reti. Il 26 maggio 2022, a stagione ancora in corso, viene ufficializzato il rinnovo di Sbaffo con la società per l'annata 2022-2023, la prima in assoluto della formazione marchigiana fra i professionisti, nella quale Sbaffo mette a segno 14 reti in un totale di 39 presenze tra campionato e Coppa Italia Serie C e i leopradiani conquistano l'accesso ai play-off per la promozione in Serie B; al termine della stagione viene poi annunciato un ulteriore rinnovo biennale.
Nella stagione 2023-2024 raggiunge ancora la doppia cifra in campionato, con 11 segnature, oltre a 7 assist, alle quali si aggiunge la tripletta segnata nella gara di ritorno dei play-out contro la Vis Pesaro e che non è sufficiente a permettere ai recanatesi il mantenimento della categoria. Il 20 giugno 2024 viene annunciato il suo passaggio alla Sambenedettese, squadra militante in Serie D, tuttavia qualche settimana più tardi Sbaffo comunica alla società rossoblù la rinuncia al trasferimento, rimanendo così un giocatore della società leopardiana.
Dopo aver segnato 4 reti e 6 presenze nella prima metà della stagione 2024-2025, il 14 gennaio 2025, pochi mesi dopo il precedente trasferimento solo annunciato, viene ufficializzato il suo passaggio alla Sambenedettese con cui debutta pochi giorni più tardi scendendo in campo nei minuti finali della gara vinta per 3-2 contro il Notaresco. Condizionato dai postumi di un infortunio al ginocchio, trova meno spazio del previsto con i rossoblù marchigiani, scendendo in campo in 12 occasioni, con un'unica rete, il 2 marzo 2025, nella vittoria casalinga per 1-0 contro l'Isernia, contribuendo comunque alla vittoria del proprio girone di Serie D, con conseguente promozione in Serie C.

### Nazionale
Durante la militanza nell'Ascoli è stato convocato nella B Italia, con cui ha disputato la partita del 25 ottobre 2011 contro la Serbia.

## Statistiche

### Presenze e reti nei club
Statistiche aggiornate al 17 aprile 2025.
| Stagione           | Squadra              | Campionato         | Campionato | Campionato | Coppe nazionali | Coppe nazionali | Coppe nazionali | Coppe continentali | Coppe continentali | Coppe continentali | Altre coppe | Altre coppe | Altre coppe | Totale | Totale |
| Stagione           | Squadra              | Comp               | Pres       | Reti       | Comp            | Pres            | Reti            | Comp               | Pres               | Reti               | Comp        | Pres        | Reti        | Pres   | Reti   |
| ------------------ | -------------------- | ------------------ | ---------- | ---------- | --------------- | --------------- | --------------- | ------------------ | ------------------ | ------------------ | ----------- | ----------- | ----------- | ------ | ------ |
| 2009-2010          | Chievo               | A                  | 2          | 0          | CI              | 0               | 0               | -                  | -                  | -                  | -           | -           | -           | 2      | 0      |
| 2010-2011          | Piacenza             | B                  | 14         | 0          | CI              | 1               | 0               | -                  | -                  | -                  | -           | -           | -           | 15     | 0      |
| 2011-2012          | Ascoli               | B                  | 32         | 2          | CI              | 2               | 1               | -                  | -                  | -                  | -           | -           | -           | 34     | 3      |
| 2012-2013          | Chievo               | A                  | 0          | 0          | CI              | 0               | 0               | -                  | -                  | -                  | -           | -           | -           | 0      | 0      |
| Totale Chievo      | Totale Chievo        | Totale Chievo      | 2          | 0          |                 | 0               | 0               |                    | -                  | -                  |             | -           | -           | 2      | 0      |
| 2013-2014          | Reggina              | B                  | 30         | 2          | CI              | 1               | 0               | -                  | -                  | -                  | -           | -           | -           | 31     | 2      |
| 2014-gen. 2015     | Latina               | B                  | 12         | 0          | CI              | 0               | 0               | -                  | -                  | -                  | -           | -           | -           | 12     | 0      |
| gen.-giu. 2015     | Avellino             | B                  | 14+2       | 2          | CI              | 0               | 0               | -                  | -                  | -                  | -           | -           | -           | 16     | 2      |
| 2015-gen. 2016     | Como                 | B                  | 15         | 2          | CI              | 0               | 0               | -                  | -                  | -                  | -           | -           | -           | 15     | 2      |
| gen.-giu. 2016     | Avellino             | B                  | 11         | 0          | CI              | 0               | 0               | -                  | -                  | -                  | -           | -           | -           | 11     | 0      |
| lug.-ago. 2016     | Avellino             | B                  | 0          | 0          | CI              | 1               | 0               | -                  | -                  | -                  | -           | -           | -           | 1      | 0      |
| Totale Avellino    | Totale Avellino      | Totale Avellino    | 25+2       | 2+0        |                 | 1               | 0               |                    | -                  | -                  |             | -           | -           | 28     | 2      |
| 2016-2017          | Reggiana             | LP                 | 19+6       | 2          | CI+CI-LP        | 0+0             | 0               | -                  | -                  | -                  | -           | -           | -           | 25     | 2      |
| 2017-2018          | AlbinoLeffe          | C                  | 26+2       | 4          | CI+CI-C         | 2+1             | 0               | -                  | -                  | -                  | -           | -           | -           | 31     | 4      |
| 2018-2019          | AlbinoLeffe          | C                  | 31         | 5          | CI+CI-C         | 1+2             | 0               | -                  | -                  | -                  | -           | -           | -           | 34     | 5      |
| Totale AlbinoLeffe | Totale AlbinoLeffe   | Totale AlbinoLeffe | 57+2       | 9          |                 | 6               | 0               |                    | -                  | -                  |             | -           | -           | 65     | 9      |
| 2019-gen. 2020     | Gubbio               | C                  | 20         | 5          | CI-C            | 2               | 1               | -                  | -                  | -                  | -           | -           | -           | 22     | 6      |
| gen.-giu. 2020     | Arzignano Valchiampo | C                  | 3          | 0          | CI-C            | -               | -               | -                  | -                  | -                  | -           | -           | -           | 3      | 0      |
| 2020-2021          | Recanatese           | D                  | 21         | 9          | -               | -               | -               | -                  | -                  | -                  | -           | -           | -           | 21     | 9      |
| 2021-2022          | Recanatese           | D                  | 33+4       | 23+2       | CI-D            | 3               | 1               | -                  | -                  | -                  | -           | -           | -           | 41     | 26     |
| 2022-2023          | Recanatese           | C                  | 37+1       | 14         | CI-C            | 1               | 0               | -                  | -                  | -                  | -           | -           | -           | 39     | 14     |
| 2023-2024          | Recanatese           | C                  | 34+2       | 11+3       | CI-C            | 1               | 0               | -                  | -                  | -                  | -           | -           | -           | 37     | 14     |
| 2024-gen. 2025     | Recanatese           | D                  | 6          | 4          | CI-D            | 0               | 0               | -                  | -                  | -                  | -           | -           | -           | 6      | 4      |
| Totale Recanatese  | Totale Recanatese    | Totale Recanatese  | 131+7      | 61+5       |                 | 5               | 1               |                    | -                  | -                  |             | -           | -           | 143    | 67     |
| gen.-giu. 2025     | Sambenedettese       | D                  | 12         | 1          | CI-D            | -               | -               | -                  | -                  | -                  | -           | -           | -           | 12     | 1      |
| Totale carriera    | Totale carriera      | Totale carriera    | 389        | 91         |                 | 18              | 3               |                    | -                  | -                  |             | -           | -           | 407    | 94     |

## Palmarès

### Club

#### Competizioni nazionali
- Scudetto Serie D: 1

Recanatese: 2021-2022
- Campionato italiano Serie D: 1

Recanatese: 2021-2022 (girone F)
Sambenedettese: 2024-2025 (girone F)

### Individuale
- Capocannoniere della Serie D: 1

2021-2022 (girone F, 24 gol)